# Czencz József
Czencz József (Szombathely, 1952. szeptember 4. – ) magyar filmrendező, zeneszerző, operatőr, producer. Rokona Czencz János (1885–1960) festőművész.

## Életpályája
Szülei: Czencz József és Pécsi Gizella. 1962-ben is már filmes akart lenni. 1967–1971 között a szombathelyi Nagy Lajos Gimnázium diákja volt. 1971–1973 között a Híradáskészülék gyártó Felsőfokú Technikumban hangtechnikusnak tanult. 1973-1989 között a Mafilmnál dolgozott. 1973–1975 között katona volt. 1975–1978 között a Budapesti Műszaki és Gazdaságtudományi Egyetem hallgatója volt akusztikai mérnök szakon. 1980-tól a Balázs Béla Stúdió tagja volt. 1980-ban Dárday István alapította Társulás Stúdió rendező asszisztense lett. 1989-től a Mozgókép Innovációs Társulás (M.I.T.) Stúdiójának rendezője, zeneszerző és operatőr, jelenleg producer is.
Magyar örökség díjat kapott 2019-ben.
Együtt dolgozott Fábri Zoltánnal, Maár Gyulával, Gyarmathy Líviával, Erdős Pállal, Szirtes Andrással és Tímár Péterrel.

## Magánélete
1979-ben házasságot kötött Füsti Molnár Erzsébettel. Két gyermekük született; Czencz József Márton (1980) és Czencz Dóra Borbála (1983).

## Filmjei

### Rendezőként
- Egy kicsit én, egy kicsit te (1985) (rendezőasszisztens)
- A parafenomén – Egy film Uri Gellerről (1989)
- Para Da (1990)
- Csoda Manilában (1991)
- A katedrális (1992)
- Fantom ász (1996-1997) (zeneszerző is)
- Mindenki fél a törpétől (1996-2001) (zeneszerző is)
- Capitaly (1997-2000)
- Második parancsolat (2000)
- C’est la vie (2000)
- Az öt kis kínai (2003-2005)
- Koptatott szavak (2004-2005) (operatőr is)
- Miképpen mi is megbocsájtunk az ellenünk vétkezőknek (2005)
- Megmérettetés alatt (2005-2007)
- Etűdök szárnykürtre és hegedűre (2005-2007) (operatőr és vágó is)
- Állat! Anyád! avagy Az árnyékos oldal (2006)
- Időtlen úton (2007) (operatőr is)
- Hangsimogató (2007)
- Nem elég a jóra vágyni (2008)
- Kortárs Orfeusz (2008)
- Hej Darócok, Darócok! (2008-2009)
- Mulieres in ecclesia tacent (2009)
- Nem elég akarni (2009-2012)
- A hetedik trombitaszó (2010)
- A látnok (2010)
- Kétféle ember van (2010-2011)
- Tenni, tenni kell (2012)
- Cimbalomissimo (2012)
- Utazás Szőnyi Zsuzsával Az ősök útja és az Isten útja (2013)
- Ideje van (2014)
- Csángók költője (2015)
- Isten hozott! (2016)
- Rabok lettünk, nem szabadok I.-II. (2016)
- A csoda fedezet (2017)
- Üzenet (2017)
- Valaki jár a fák hegyén (2018)
- Csak két dolgod van (2019)
- A régi az új (2020)

### Zeneszerzőként
- Dédelgetett kedvenceink (1981)
- Átváltozás (1984)
- Visszaszámlálás (1986)
- A dokumentátor (1988)
- Nyugattól keletre, avagy a média diszkrét bája (1993) (producer is)
- Magyar töredék (1993)
- Tükröződések (1998)

## Rövidfilmjei
- Ne add fel (1999)
- Stácíók (1999)
- Pénzzel szolgálni (2001)
- A lelkemből szakad (Tátrai Tiborról) (2001)
- A Plutó fényszögei (2002)
- Goranga! (2002) (operatőr is)
- 20 év (2013)
- Pardon (klip 2007)
- Jengie Barian trió